# Eunidia euzonata
Eunidia euzonata là một loài bọ cánh cứng trong họ Cerambycidae.